# Jaime Gama

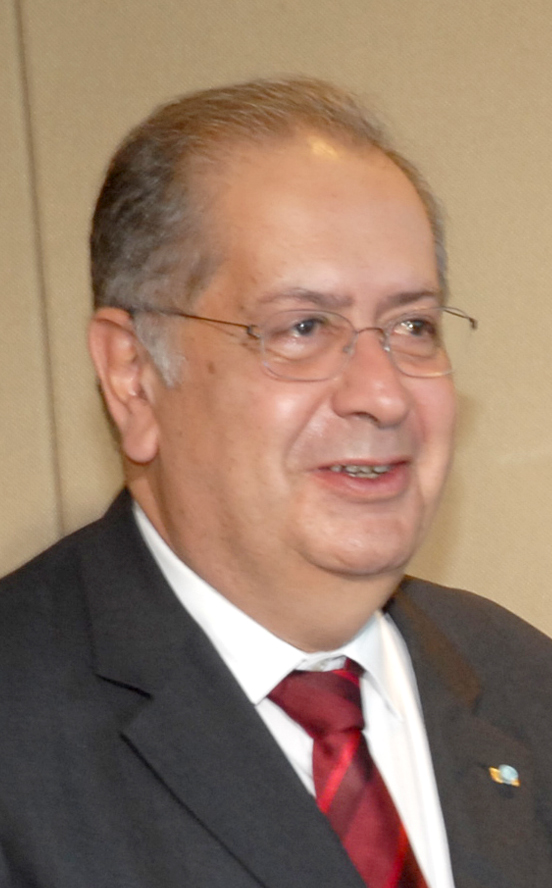
Jaime Gama bei einem Besuch in Brasília, 2008

Jaime José Matos da Gama (* 8. Juni 1947 in Fajã de Baixo, São Miguel, Azoren) ist ein portugiesischer Politiker.

## Studium und erste politische Tätigkeiten
Gama absolvierte ein Studium der Philosophie an der Universität Lissabon. Bereits als Student nahm er an Protesten gegen die Politik des faschistischen Estado-Novo-Regimes unter António de Oliveira Salazar teil und wurde aufgrund eines Artikels in einer Lokalzeitung als Achtzehnjähriger 1965 zum ersten Mal verhaftet. 1969 gehörte er dem Oppositionsbündnis CEUD an, das allerdings bei der Parlamentswahl gegen die Nationale Union unter dem Nachfolger von Salazar, Marcelo Caetano, aufgrund von Wahlfälschungen unterlag. Anschließend war er als Journalist bei der oppositionellen Tageszeitung República tätig und einer der Mitbegründer der Sozialistischen Partei (Partido Socialista) am 19. April 1973 im deutschen Exil in Bad Münstereifel.

## Minister und Parlamentspräsident
Seit 1975 gehört Gama der Versammlung der Republik (Assembleia da República). Dort vertrat er zunächst bis 1983 die Interessen der Azoren sowie seitdem der Stadt Lissabon.
Nach dem Ende des autoritären Regimes gehörte er für kurze Zeit 1978 dem zweiten Kabinett des Premierministers Mário Soares als Minister für innere Verwaltung an.
Vom 9. Juni 1983 bis zum 6. November 1985 war er Außenminister Portugals im dritten Kabinett von Soares. Das Amt des Außenministers bekleidete er auch vom 30. Oktober 1995 bis zum 6. April 2002 im zweiten Kabinett von António Guterres. In dieser Funktion war er im ersten Halbjahr 2000 auch Präsident des Rats der Europäischen Union sowie vom 1. Januar bis zum 6. April 2002 amtierender Vorsitzender der Organisation für Sicherheit und Zusammenarbeit in Europa (OSZE). Dieses auf jeweils ein Kalenderjahr bestehende Amt übernahm für das restliche Jahr 2002 sein Nachfolger als Außenminister António Martins da Cruz. Am 10. März 2001 war er einer der Unterzeichner des Vertrages von Nizza, der den Vertrag von Maastricht insoweit abänderte, als dass Beschlüsse der Europäischen Union nur noch eine qualifizierte Mehrheit statt der bisherigen Einstimmigkeit vorsehen.
Er war zudem für kurze Zeit vom 29. Mai 1999 bis 25. Oktober 1999 Minister für Nationale Verteidigung sowie vom 25. Oktober 1999 bis zum 6. April 2002 Staatsminister. Ein Angebot zur Nachfolge von Guterres als Premierminister lehnte er ab.
Im März 2005 wurde Gama zum Parlamentspräsidenten gewählt und ist damit nach dem Staatspräsidenten Aníbal Cavaco Silva laut Verfassung der zweitmächtigste Mann Portugals. In dieser Funktion verlieh er am 22. November 2005 den Nord-Süd-Preis des Europarates an den irischen Musiker Bob Geldof.

### Biographische Quellen
- Biographische Angaben in rulers.org
- Kurzbiografie von Jaime Gama bei der Assembleia da República (portugiesisch)

### Hintergrundinformationen
- EU arbeitet mit Hochdruck an eigener Sicherheitspolitik. Artikel in rp-online vom 24. Januar 2000
- Portugals Sozialisten nach Guterres-Rücktritt in der Krise. Artikel in Welt Online vom 28. Dezember 2001
- „Parität“ in Portugals neuer Regierung. (Memento vom 29. September 2007 im Internet Archive) Artikel in NZZ-Online vom 7. März 2005

| Personendaten    | Personendaten                                  |
| ---------------- | ---------------------------------------------- |
| NAME             | Gama, Jaime                                    |
| ALTERNATIVNAMEN  | Gama, Jaime José Matos da (vollständiger Name) |
| KURZBESCHREIBUNG | portugiesischer Politiker                      |
| GEBURTSDATUM     | 8. Juni 1947                                   |
| GEBURTSORT       | Fajã de Baixo, São Miguel, Azoren              |